# 萨帕塔起义

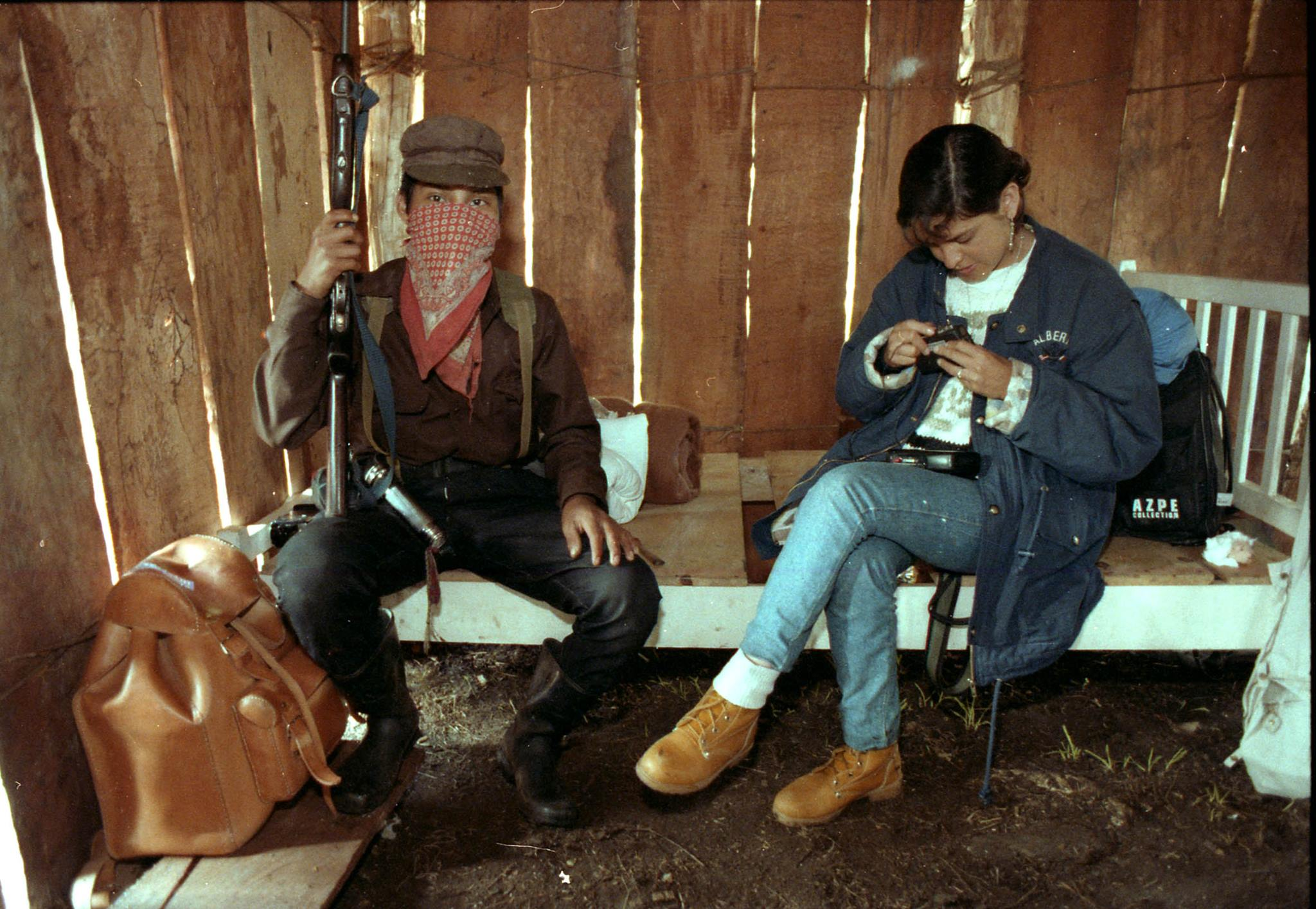
萨帕塔民族解放军士兵（左）

萨帕塔起义（西班牙語：Levantamiento zapatista）是1994年1月1日—12日萨帕塔民族解放军在墨西哥恰帕斯州发动的起义，以抗议《北美自由贸易协议》的生效。起义者占领了恰帕斯州的城市和城镇，释放囚犯并销毁土地记录。经过与墨西哥军队和警察的战斗后，双方于1月12日达成停火协议。
这场起义引起国际关注。10万人在墨西哥首都墨西哥城举行抗议，反对墨西哥政府在恰帕斯州的镇压行动。